# Angolapython
Der Angolapython, auch Angola-Zwergpython (Python anchietae) ist eine Schlangenart aus der Familie der Pythons (Pythonidae), genauer, der Gattung der Eigentlichen Pythons (Python). Das Verbreitungsgebiet dieses kleinen Pythons liegt in Südwest-Afrika und ist dort auf die relativ trockenen, felsigen Hochebenen Angolas und Namibias beschränkt. Zur Biologie dieser Schlange ist sehr wenig bekannt. Er ernährt sich von kleinen Säugetieren und Vögeln, ist wie alle Arten der Gattung Python eierlegend (ovipar) und gehören zu den Arten, bei denen die Weibchen die Bebrütungstemperatur durch Muskelzittern erhöhen können. Durch Schutzbemühungen und seinen abgelegenen Lebensraum gilt der Angolapython bisher als ungefährdet.

## Beschreibung

### Körperbau, Länge, Gebiss
Der Angolapython ist ein kräftig gebauter Python mit zylinderförmigem, auf dem Rücken ziemlich abgeflachten Körperquerschnitt und einem kleinen, deutlich vom Hals abgesetzten, abgeflachten Kopf. Der relativ kurze Schwanz kann bei Weibchen bis mindestens 10 % und bei Männchen bis gegen 12 % der Gesamtlänge ausmachen. Die Aftersporne sind bei Männchen prominent ausgebildet.
Auf Grund der geringen Datenmenge liegen noch keine fundierten Angaben zur Durchschnitts- und Maximallänge der Art vor. In Gefangenschaft wurden bisher zumindest frisch aus der Wildnis stammende Männchen mit einer minimalen Gesamtlänge von 109 Zentimeter und ebensolche Weibchen mit einer minimalen Gesamtlänge von 135 Zentimeter erfolgreich zur Fortpflanzung gebracht. Das längste bisher in der Wildnis vermessene Männchen besaß eine Gesamtlänge von 143 Zentimeter, das längste Weibchen eine von 168 Zentimeter. Gemäß Broadley (1983) soll Haacke sogar ein Tier mit einer Gesamtlänge von mindestens 180 Zentimeter gefangen und vermessen haben. Im Houston Zoo hat ein Weibchen ebenfalls schon eine Gesamtlänge von zirka 180 Zentimeter (6 ft) erreicht. Hinsichtlich Körperlänge und -gewicht zeigt die Art zumindest in Gefangenschaft einen Geschlechtsdimorphismus: Weibchen werden meist deutlich größer und schwerer als Männchen.
Das Gebiss besteht aus dünnen, länglichen Zähnen, die durchgehend spitz und zum Rachen hin gebogen sind und von der Maulspitze zum Rachen hin zunehmend kleiner werden. Am vorderen Teil der oberen Mundhöhle befindet sich das Zwischenkieferbein mit zwei kleinen Zähnen. Die Oberkieferknochen tragen jeweils 18 Zähne. Gegen die Mitte der oberen Mundhöhle liegen parallel zu den Oberkieferknochen vorne das Gaumenbein und weiter hinten das Flügelbein. Ersteres hat 5 bis 6 und letzteres 9 bis 12 Zähne. Die Unterkiefer tragen jeweils 19 Zähne.

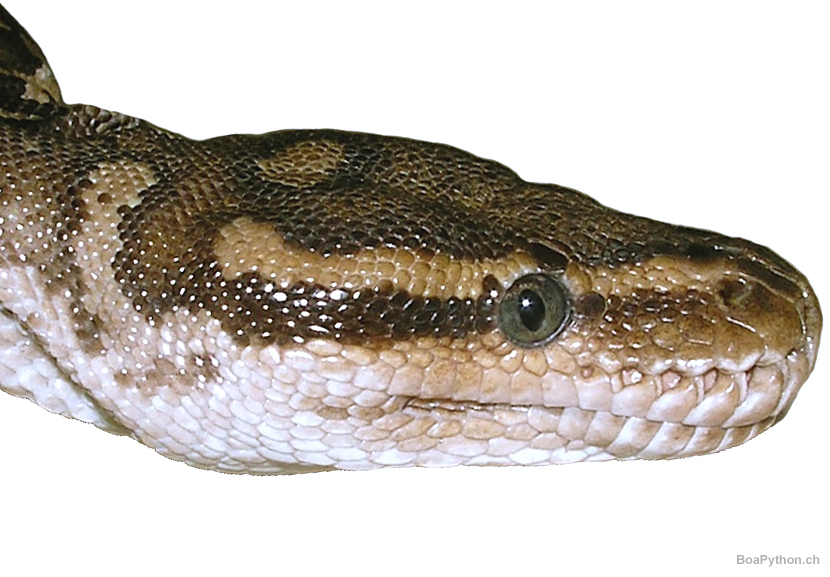
Seitenansicht des Kopfes

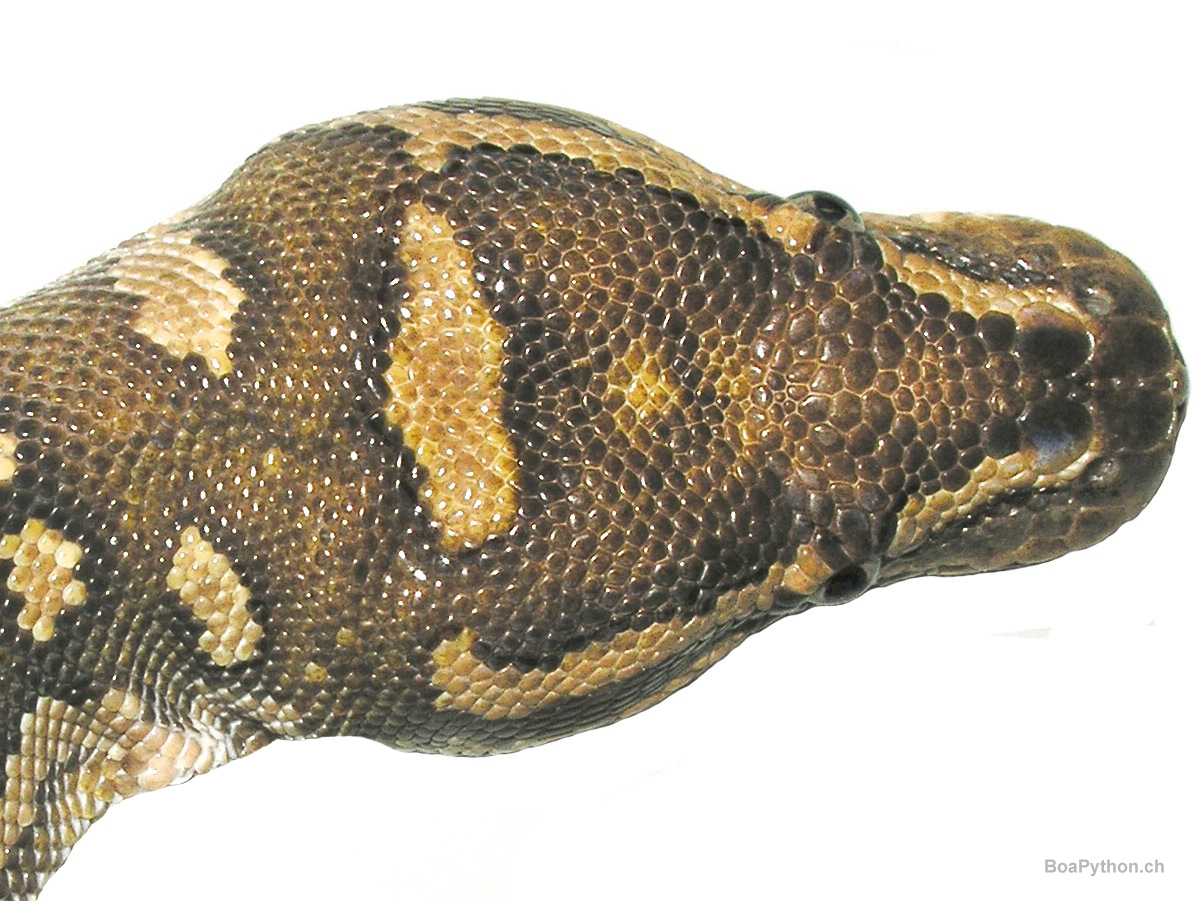
Kopfoberseite

### Beschuppung
Für die Art kennzeichnend, sind die meisten Schilde auf der Kopfoberseite sowie auf dem Rücken und den Flanken auffallend gewölbt und nur gering bis gar nicht überlappend.
Das Rostrale (Schnauzenschild) hat, wie bei den meisten anderen Pythons auch, zwei tiefe Labialgruben. Die Nasenlöcher sind jeweils im oberen hinteren Teil des auf der Kopfseite gelegenen, großen Nasale (Nasenschild) positioniert. Zur Kopfmitte hin sind die Nasalia von einem Paar großer Internasalia (Zwischennasenschilde) separiert, welches zur Mittellinie hin selbst durch mehrere kleine Schilde getrennt wird. Von der Schnauzenspitze her entlang der Mittellinie der Kopfoberseite folgen den Internasalia ein großes Paar Präfrontalia (Vorstirnschilde), welches auf Grund von mehreren kleinen Schildreihen auf der Mittellinie ebenfalls den Kontakt zueinander verloren hat. Charakteristischerweise, ist die dahinter folgende übrige Kopfoberseite komplett von zahlreichen kleinen, rundlichen Schilden bedeckt; Frontalia (Stirnschilde) und Parietalia (Scheitelschilde) sind durch die starke Fragmentierung nicht mehr auszumachen.
Um das Auge liegt ein Ring aus 15 bis 18 ähnlichgroßer, kleiner Circumorbitalia (augeumfassende Schilde), wovon meist fünf bis sechs auf die Infraocularia (Unteraugenschilde) entfallen. Gelegentlich ist von den Circumorbitalia ein Supraoculare (Überaugenschild) vergrößert.
Auf der Seite des Kopfes zwischen Auge und Nasenloch liegt ein Areal mit zahlreichen kleineren und größeren Lorealia (Zügelschilden). Von den 14 bis 15 Supralabialia (Oberlippenschilden) tragen die vordersten drei große, tiefe, dreieckige Labialgruben und die dahinter folgenden zwei bis drei eine kleinere, oberflächlichere Labialgrube. Gelegentlich ist das Supralabiale Nummer 11 oder 12 horizontal geteilt. Infralabialia (Unterlippenschilde) gibt es 15 bis 16, wovon 3 bis 4, bei Infralabiale Nummer 9 oder 10 beginnend, relativ oberflächliche Labialgruben besitzen.
Die Anzahl der Ventralia (Bauchschilde) variiert zwischen 252 und 268, die Anzahl der dorsalen Schuppenreihen in der Körpermitte zwischen 57 und 63. Von der Kloake bis zur Schwanzspitze finden sich 46 bis 57 meist paarige Subcaudalia (Schwanzunterseitenschilde). Das Anale (Analschild) kann geteilt oder ungeteilt sein.

### Färbung
Die Körperoberseite adulter Tiere weist eine rötlichbraune bis braune Grundfarbe auf, die nach der Körpermitte und zum Schwanz hin zunehmend dunkler und kontrastreicher wird. An den Flanken zur Bauchseite hin, wird die Grundfarbe zunehmend aufgehellt. Von der Flankenunterseite her steigen in unregelmäßigen Abständen in ihrer Form und Länge stark variierende weißliche, dunkelbraun bis schwarz gesäumte Bänder zum Rücken auf. Diese Bänder können teilweise mit Bändern der gegenüberliegenden Seite fusionieren und auf derselben Seite besonders im unteren Teil der Flanken vereinzelt miteinander verschmelzen und so den Flanken entlang einen unkontinuierlichen Längsstreifen bilden. Hierdurch wird die Grundfarbe vielerorts in kleine bis große quadratische, rechteckige bis vieleckige unregelmäßige braune Areale unterteilt. Zudem sind mehrere weißliche, schwarz umrandete, runde bis längliche Flecken unregelmäßig über den Rücken verteilt, die auf der hinteren Körperhälfte und dem Schwanz in ihrer Anzahl zunehmen. Die Bauchseite ist weißlich bis weißgelb und mit wenigen braunen bis dunkelbraunen Flecken den Seitenrändern des Bauches entlang versehen.
Auf der Schnauze der rotbraunen Kopfoberseite entspringen zwei kontrastreiche schwarz gerahmte weiße Streifen, die jeweils einzeln in gerader Linie vom einen Nasenloch über das Auge zur Schläfenregion oberhalb des Maulwinkels ziehen, sodann abrupt abgewinkelt Richtung Nacken laufen und hier wieder lückenhaft bis komplett zusammentreffen. Diese beiden weißlichen Bänder umgrenzen so einen großen, rotbraunen, dreieckigen Fleck auf der Kopfoberseite. Auf diesem Dreieck können im Zentrum hinter den Augen ein bis drei undeutliche weiße Flecken liegen. Häufig befindet sich ein einzelnes dunkelbraun gefärbtes Schild über dem Auge, welches den hier durchziehenden weißen Streifen unterbricht. Die Oberlippe ist insbesondere zum Augenunterrand hin weißlich aufgehellt.
Angolapythons durchlaufen einen geringen ontogenetischen Farbwechsel. Jungtiere zeigen eine dunkelbraune bis schwärzliche Grundfarbe mit kontrastreicher zitronengelber Musterung. Mit zunehmender Reifung hellen sich die Farben auf und verblassen bei gewissen Tieren. Die Färbung und Musterung variiert generell beträchtlich innerhalb der Art. Dahinter werden genetische Unterschiede entlang der geographischen Verbreitung vermutet.

## Verbreitung

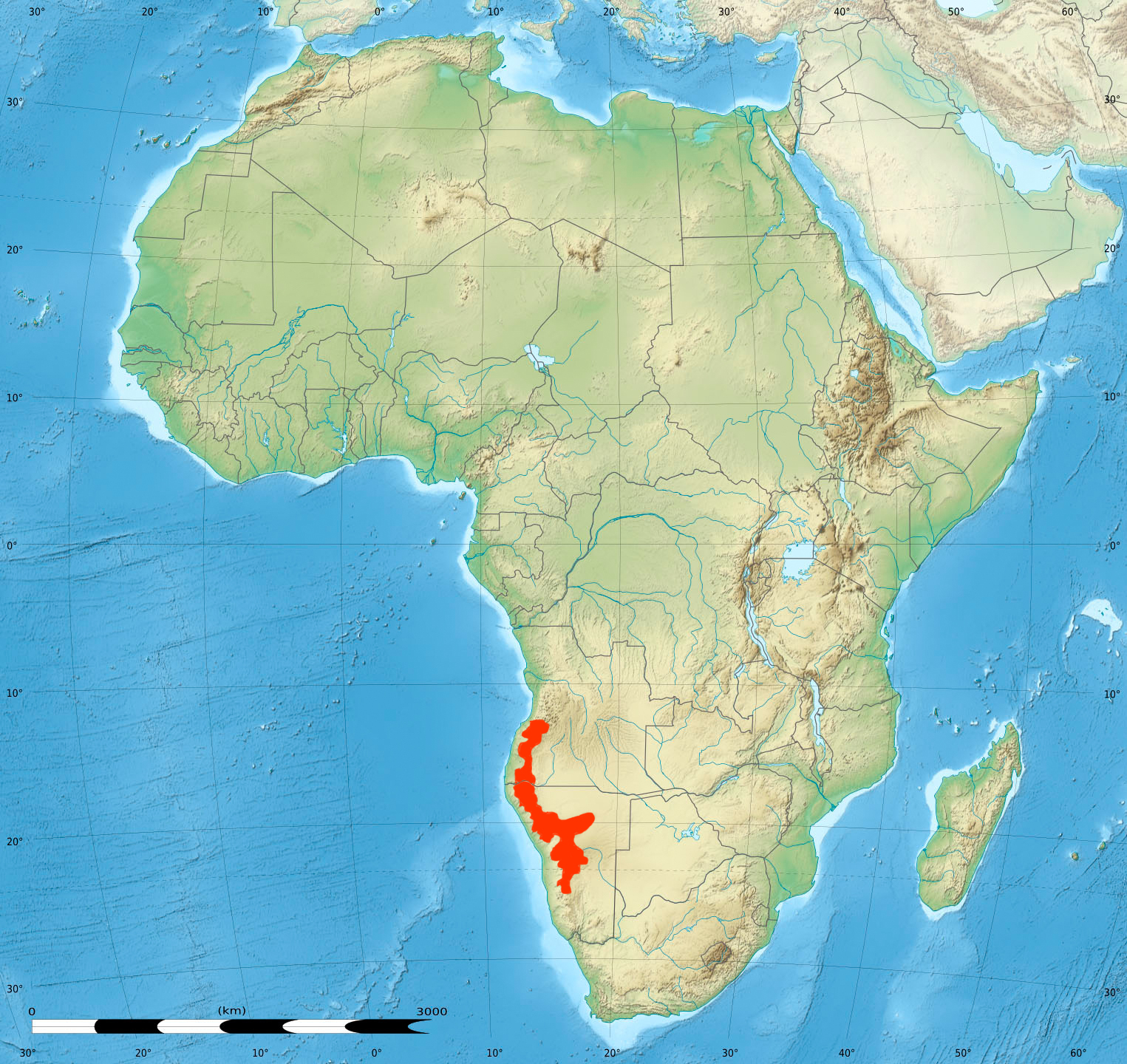
Approximatives Verbreitungsgebiet des Angolapythons

Das Verbreitungsgebiet des Angolapythons konnte bisher nur lückenhaft erforscht werden. Es liegt in Südwest-Afrika  und verläuft hier auf dem Hochlandgürtel hinter der Westküste, streifenförmig über näherungsweise 1250 Kilometer, von Süd-Angola bis nach Zentral-Namibia. Begrenzt wird es östlich durch die Namib-Wüste und östlich durch die Kalahari-Wüste. Den bisherigen Erkenntnissen zufolge stammen die nördlichsten Funde in Angola aus Hanha in der Provinz Benguela und die dort östlichsten aus Ruacana in der Provinz Cunene. Mit großer Wahrscheinlichkeit kommt er jedoch noch weiter nördlich über die Hochebenen bis in die Provinz Cuanza Sul und östlich durch die Provinz Huambo bis in die Provinz Bié vor.
In Namibia, wo bisherigen Erkenntnissen nach zirka 75 % seines Verbreitungsgebietes liegen, reicht seine östliche Ausdehnung über das Kaokoveld und die Otaviberge nach Tsumeb und seine Südliche über die Umgebung der Hauptstadt Windhoek bis ins Khomas-Hochland und die Hakos-Berge. Geeignete Habitate beständen auch hier weiter südlich bis zu den Einzugsgebieten von Oranje und Fischfluss nahe der südlichen Grenze. Innerhalb seiner Verbreitung scheint es keine größeren Lücken zu geben. Isolierte Populationen wären jedoch auf Inselbergen im Westen oder Osten des bisher bekannten Areals denkbar.

## Lebensraum
Sein Vorkommen ist offenbar primär auf die ariden und semiariden felsigen Hochebenen beschränkt. Diese harschen Hochebenen sind bekannt für ihre geringen Niederschläge und ihre ziemlich starken saisonalen Temperaturschwankungen mit Tagestemperaturen bis über 55 °C im Sommer und großen Temperatursprüngen bis unter den Gefrierpunkt in Winternächten. Hier bewohnt er in klimatisch günstigen Gebieten Geröllhänge, Felslandschaften und zerklüfteten Sandböden von Halbwüsten, Buschsteppen und Savannen. Gelegentlich dringt er auch auf vom Menschen beeinflusstes Weideland, Ackerland und sogar Farmen vor. Voraussetzung für all seine Habitate ist die Nähe zu permanenten bis saisonal wasserführenden Gewässern oder zumindest Gebieten mit einer gewissen Restfeuchtigkeit. In Angola lebt er in Waldsavannen (Miombo) auf bis 2000 Meter über Meer und in Namibia wurde er auf dem Brandbergmassiv in 2573 Meter über Meer sowie auf dem Berg Regenstein in 2479 Meter nachgewiesen.

## Verhalten
Das Verhalten des Angolapythons ist bisher noch weitgehend unerforscht. Er scheint ein überwiegend verborgenes Leben zu führen.  Einheimischen zufolge, halten sich diese Pythons oft in der Nähe von Gewässern auf. An natürlichen Wasserquellen konnten selbige Individuen teilweise über 10 Jahre hinweg immer wieder gesichtet werden. Sie schienen dort komplett ansässig zu sein, das zerklüftete Umfeld als Rückzugsort zu nutzen und durstigen Beutetieren teilweise untertags an der Wasserstelle aufzulauern. Andererseits wurden auch schon viele Angolapythons nachts weit weg von Gewässern gesichtet, wo sie aktiv im Geröll herumkletternd Beute in Felsspalten nachstellten.
Über die Aktivitätsmuster ist auch noch wenig bekannt. Während der Regenzeit von Januar bis April werden am meisten Tiere gesichtet. Den kühlen Winter von Juni bis August sowie die Saison der höchsten Trockenheit im Dezember, verbringen die Pythons vermutlich relativ inaktiv in unmittelbarer Nähe klimatisch günstigen Verstecke.
Beobachtungen in einer größeren Freilandanlage innerhalb des natürlichen Verbreitungsgebietes in Windhoek haben gezeigt, dass die Pythons bei Tagestemperaturen von über 35 °C erst nach Sonnenuntergang ihre Verstecke verließen und aktiv wurden. An sehr heißen Tagen legten sich die Pythons gelegentlich auch in den kühlen Teich. Nach kurzen starken Sommerregen konnten die Tiere während des Tages beim Sonnen beobachtet werden. An bewölkten Tagen waren sie am späten Nachmittag aktiv.
Bei Bedrohung kann sich der Angolapython, wie der Königspython, zu einer Kugel zusammenrollen, wobei der Kopf innen liegt und so durch die Körperschlingen geschützt ist.

## Nahrung
Zum Beutespektrum des Angolapythons gehören Vögel und kleine Säugetiere. Darunter Kaptäubchen (Oena capensis), Vertreter der Sperlingsvögel (Passer sp.), junge Klippschliefer (Procavia capensis) und Weißbauch-Nacktsohlenrennmäuse (Gerbilliscus leucogaster), die im für Riesenschlangen typischen Griff erstickt und Kopf voran verschlungen werden.

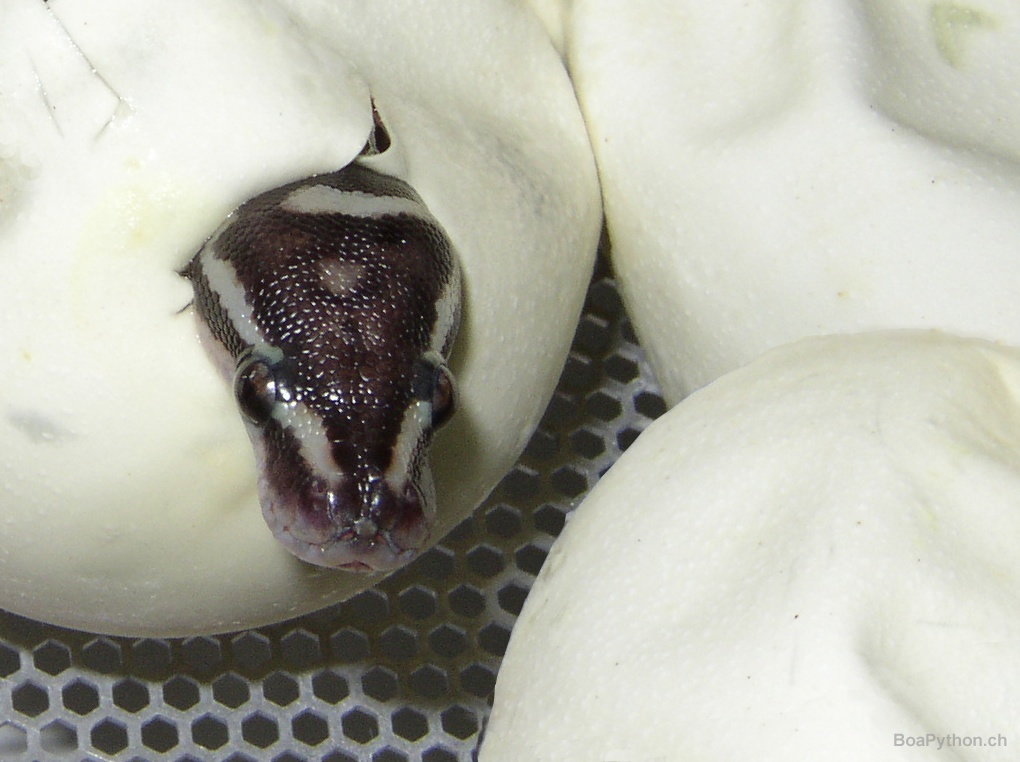
Schlüpfling des Angolapythons

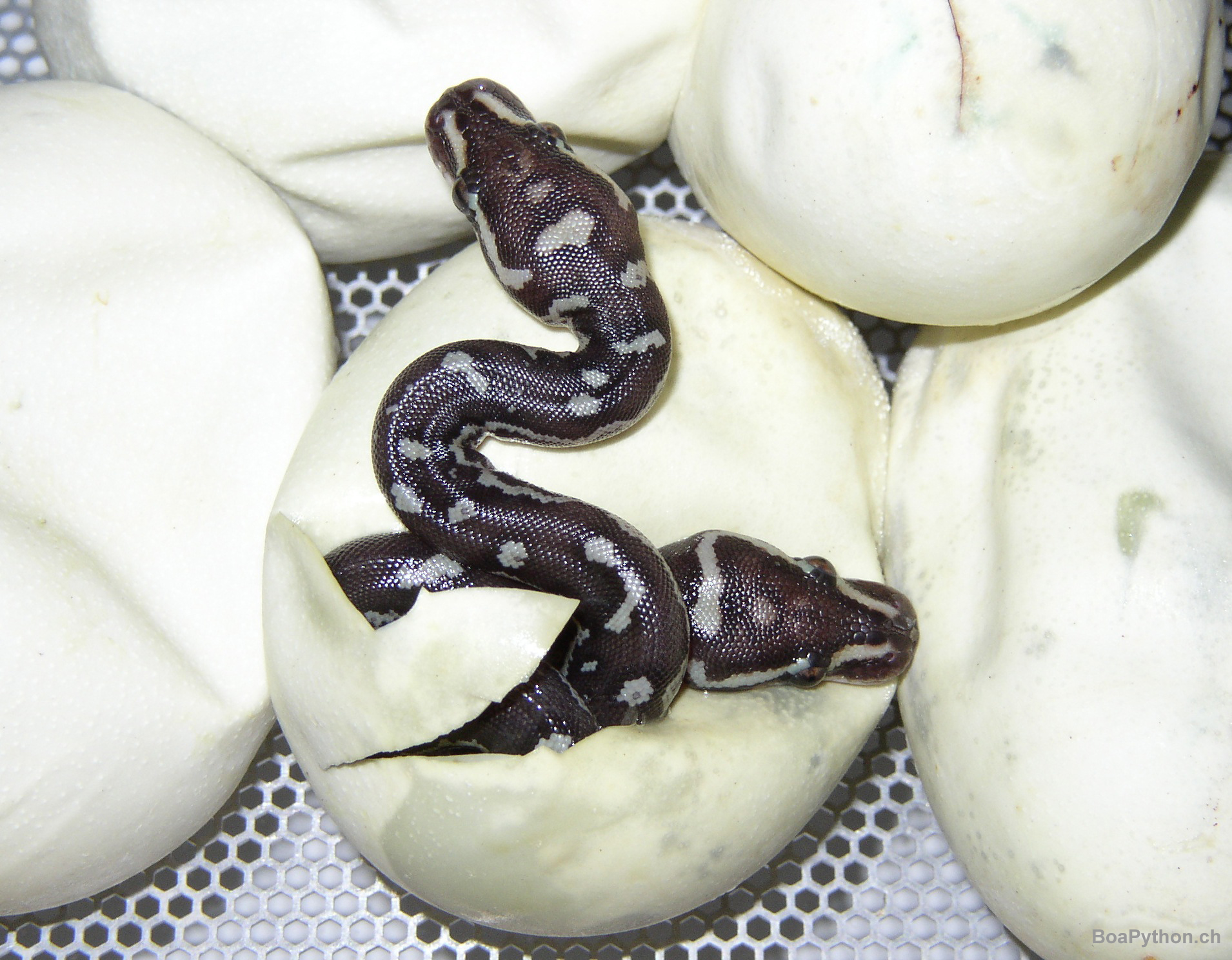
Zwillingsschlupf

## Fortpflanzung
Zur Fortpflanzung im Freiland liegen ebenfalls noch keine Angaben vor. In Zoos von Namibia wird die oft mehrfach wiederholte Paarung unter relativ naturnahen klimatischen Bedingungen am Ende des Winters zwischen August und Oktober beobachtet. Dabei zeigten Männchen bisher untereinander keinerlei agonistische Verhaltensweisen. Nach einer Tragzeit von etwa vier Monaten, fällt die Eiablage in Zoos von Namibia auf die Monate von November bis Januar. Je nach Größe und Verfassung des Weibchens, werden zwischen 2 und 10, im Mittel etwa 6 große Eier gelegt. Diese messen 55–95 × 27–51 Millimeter, wiegen um die 120 Gramm und können gesamthaft bis beachtliche 49 % des Gesamtgewichtes des trächtigen Weibchens ausmachen. Alsdann werden die Eier vom Weibchen umringelt, vor Fressfeinden beschützt und bei Bedarf durch Muskelzittern bei konstant erhöhter Inkubationstemperatur gehalten. Bei einer Naturbrut in Gefangenschaft betrug die Umgebungstemperatur 28 °C und die Gelegetemperatur lag ziemlich konstant, 3 °C erhöht, bei 31 °C.
Unter künstlichen Inkubationsbedingungen beträgt die Inkubationsdauer bei näherungsweise 28 °C bis zu 94 Tage und bei solchen zwischen 30 und 33 °C minimal 55 Tage. In der Natur geht der Schlupf der Jungtiere mit der Regenzeit im Sommer einher. Schlüpflinge weisen eine Gesamtlänge von 38 bis 51 Zentimeter auf und wiegen um die 60 Gramm.

## Alter
Angaben zum Durchschnitts- und Maximalalter freilebender Individuen sind unbekannt. Mehrere Individuen, die bereits als Adulttiere gefangen und seither 12 Jahre in Gefangenschaft gepflegt wurden, könnten inzwischen deutlich über 17 Jahre alt sein.

## Gefährdung
In Namibia wurden Angolapythons bereits 1975 präventiv unter Schutz gestellt, um eine potentiell aufblühende Ausbeutung durch die Lederindustrie sowie den Lebendtierhandel abzuwenden. Seither ist dieser Python durch das namibische Naturschutzgesetz stark geschützt und sein Handel beinahe komplett unterbunden. Zwischen den Jahren 1965 und 2000 wurde der Export von gerade mal 6 Individuen für Bildung und Forschung bewilligt. Aufgrund seines hohen Seltenheitswertes in Gefangenschaft werden jährlich zudem schätzungsweise 2 bis 4 Tiere, in vereinzelten Jahren sogar bis 15 Tiere, aus Namibia geschmuggelt. Um an diese, zwischen 1990 und 2009 für 2000 U$ bis deutlich über 10.000 U$ gehandelten Pythons heranzukommen, wurden vereinzelt sogar namibische Beamte bedroht und tätlich angegriffen. Da die Population in Gefangenschaft immer noch sehr klein ist und nur schleppend wächst, wird der illegale Lebendtierhandel voraussichtlich noch länger fortbestehen.
Von der Bevölkerung Namibias geht derzeit keine sichtbare Gefahr für diese Schlangen aus. Die vom Angolapythons bewohnten, meist ziemlich abgelegenen Habitate sind von Menschen kaum besiedelt und werden aufgrund der Trockenheit auch kaum für Ackerbau und Viehzucht genutzt und verändert. Die Lebensraumzerstörung durch Bergwerksbetriebe ist im Moment offenbar noch gering und lokal beschränkt. Des Weiteren sind die ansässigen Volksgruppen Damara, Nama, Herero und Himba für das Konsumieren dieser Pythons kaum bis gar nicht bekannt. Ein lokaler Handel mit Angolapythonfleisch konnte bisher nicht entdeckt werden. Im Gegenteil wird diese kleine, beißfaule, völlig harmlose Schlange in manchen Gegenden sogar als Glücksbringer gesehen und beschützt. Eine Schutzorganisation hat zudem erfolgreich eine Geschichte verbreitet, welche die namibische Bevölkerung lehrt, dass die Gesundheit einer Wasserquelle direkt mit der Ansässigkeit und dem Wohlergehen dieses Pythons gekoppelt sei. Eine Geschichte, die in einem Land mit Wasserknappheit gerne geglaubt wird. Des Weiteren sind diese Pythons auf Farmgelände meist sehr willkommen und werden für das Verschlingen von Schädlingen sehr geschätzt. Der Fakt, dass die Wüstenbildung in Namibia zunimmt, scheint für den an trockene Habitate adaptierten Python vorderhand ebenfalls noch keine größeren Auswirkungen zu haben. Derweil sind Angolapythons in vier Wildschutzreservaten vertreten: im Etosha-Nationalpark, im Namib-Naukluft-Nationalpark, im Daan-Viljoen-Wildpark und dem Von-Bach-Erholungsgebiet.
In Angola wurden während des Bürgerkriegs von 1975 bis 2002 offenbar nur selten Angolapythons exportiert. Die negativen Auswirkungen des Krieges auf diese Pythons sind noch nicht bekannt, dürften aufgrund der Bewohnung abgelegener Gebiete aber eher gering sein. Derweil bemüht sich die Regierung Schutzmaßnahmen für die angolanische Flora und Fauna auszuarbeiten. Der Angolapython kommt im Iona Nationalpark und möglicherweise auch noch in anderen Wildschutzreservaten Angolas vor.
Obwohl über die Populationsgröße und Dichte noch keine genauen Daten vorliegen, scheint der Angolapython weitgehend ungefährdet zu sein. Starke Anzeichen eines Populationsrückganges gibt es nicht. Seit dem Gutachten von 2000, wird er im Washingtoner Artenschutzübereinkommen im Anhang II gelistet, wodurch er Handels- und Ausfuhrbeschränkungen unterliegt. Von der IUCN wird er nicht geführt und gilt daher als ungefährdet.

## Systematik
Bocage beschrieb die Art 1887 anhand zweier Exemplare aus der Gegend von Catumbela in der angolanischen Provinz Benguela. Zu Ehren des portugiesischen Naturforschers José Alberto de Oliveira Anchieta (1832–1897) der für Portugal mitunter in der damaligen Kolonie Angola nebst diesen Belegexemplaren noch zahlreiche weitere Pflanzen und Tiere sammelte, erhielt der Angolapython seinen wissenschaftlichen Namen Python anchietae. Aufgrund seiner offenbar weitgehend verborgenen Lebensweise und seinem abgelegenen Verbreitungsgebiet gelang es über die nächsten 50 Jahre hinweg kaum, neue Belegexemplare für die Art aufzutreiben. 1963 standen der Wissenschaft das erste Mal lebendige Exemplare zur Beobachtung zur Verfügung. Bis 1983 gab es global immer noch weniger als 40 Präparate in Museen und bis beinahe ein Jahrhundert später, wusste man von gerade mal 16 Fundorten. Deshalb glaubte man lange, diese Schlange sei in ihrer natürlichen Umgebung äußerst selten. Erst durch die Befragung der Namibischen Bevölkerung durch Branch & Griffin 1996, wurde klar, dass der Angolapython zumindest in Namibia doch häufiger und weiter verbreitet ist, als bisher angenommen.
Vom Angolapython werden derzeit keine Unterarten anerkannt. In Größe, Aussehen und Verhalten ähnelt dieser Python stark dem ebenfalls in Teilen Afrikas beheimateten Königspython (Python regius). Underwood & Stimson (1990) sehen die Arten aufgrund morphologischer Ähnlichkeiten innerhalb der Eigentlichen Pythons als Schwesterarten und auch Kluge (1993) stellt in seinen morphologischen Untersuchungen eine sehr nahe Verwandtschaft fest. Eine molekulargenetische Untersuchung steht noch aus.